# Takīs Nikoloudīs
Dīmītrios Nikoloudīs, detto Takīs (in greco: Δημήτριος "Τάκης" Νικολούδης; Salonicco, 26 agosto 1951), è un ex calciatore greco, di ruolo centrocampista.

## Carriera
Nel 1983 viene ingaggiato dal Inter Montréal, club della neonata Canadian Professional Soccer League. La squadra, guidata da Eddie Firmani ottenne buoni risultati sul campo ma dovette abbandonare il campionato a poche giornate dal termine per i troppi debiti accumulati.

## Palmarès

### Club

#### Competizioni nazionali
- Campionato greco: 5

AEK Atene: 1977-1978, 1978-1979
Olympiakos: 1979-1980, 1980-1981, 1981-1982
- Coppa di Grecia: 4

Iraklis: 1975-1976
AEK Atene: 1977-1978, 1982-1983
Olympiakos: 1980-1981
- Supercoppa di Grecia: 1

Olympiakos: 1980